# 粗糙酋婦蟹
粗糙酋婦蟹(有毒)（[Eriphia scabricula] 错误：{{Lang}}：文本有斜体标记（帮助））Dana, 1852：又名Eriphia gonagra或Eriphia pilumnoides，是酋婦蟹總科酋婦蟹科酋妇蟹属的一個品種，生活範圍非常廣闊，可於台灣南部、南中國海、西印度洋、紅海及南太平洋的珊瑚礁及礁岩地區的潮間帶及淺水域發現。